# Энненда
Энненда (нем. Ennenda) — бывшая коммуна в Швейцарии, в кантоне Гларус.
1 января 2011 года вошла в состав коммуны Гларус.
Население составляет 2631 человек (на 31 декабря 2006 года). Официальный код — 1607.